# 曹成模 (明朝)
曹成模（17世紀—17世紀），字仰泉，浙江金華府永康縣人，明朝、南明政治人物。

## 生平
曹成模個性端方，以清介自許，天啟七年（1627年）中舉人，授江西星子知縣，攜帶物資到縣就任，不以此連累人民，又請求寬免欠稅，令民情有起色。弘光年間左夢庚領兵東下，到星子逼餉，勒索的方舟來到，他談笑推卻，又捍禦攻城的高黃二寇數萬人。
南京陷落後，降清，不久辭官回鄉。離任時主僕二人，行李少許，士民所見，感動淚下。卒祀府鄉賢祠。

## 引用
1. 1 2  光緒《永康縣志·卷八·人物》：曹成模，字國範，天啟丁卯舉人，秉性端方，足跡不謁有司，然與人粥粥未嘗，以清介自異。授星子知縣，星子故疲邑，成模一力自隨，勺水不以累民，又請蠲宿逋，民有起色。江右大擾，悍帥逼餉，勒犒方舟而至，成模談笑卻之；又高黃二寇數萬圍城，殫力捍禦，彈丸藉以無恙。國初定鼎，飄然買舟歸山，署之日主僕二人行李朽敝，士民望而泣下，卒祀郡鄉賢。
2. ↑  錢海岳《南明史·卷四十八·列傳第二十四》：（隆武）時江西疆吏：……曹成模，字國範，金華永康人。天啟七年舉於鄉。星子知縣，蠲逋賦，卻左夢庚逼餉力捍禦，力守無恙。降於清。